# Investissement en Azerbaïdjan
L'investissement en Azerbaïdjan continue de croître malgré des défis importants qui subsistent. Ces dernières années, le pays a fait des efforts pour mieux s'intégrer au marché mondial et attirer les investissements étrangers.

## Histoire

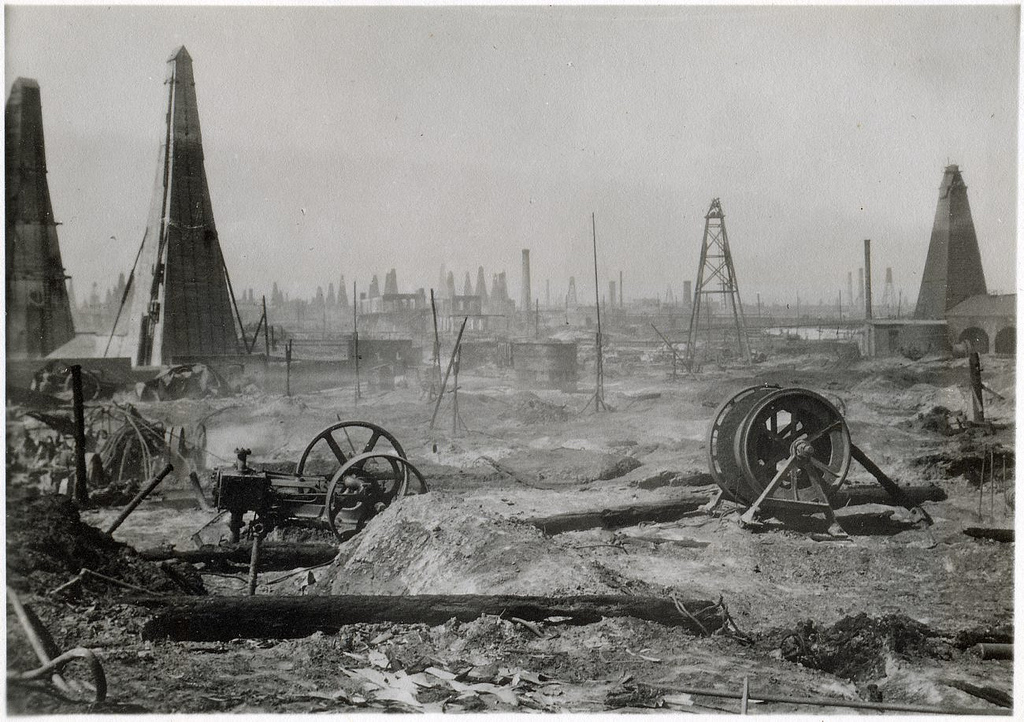
Branobel

Les investissements des entreprises étrangères, en particulier des entreprises occidentales, ont commencé en Azerbaïdjan depuis la fin du XIXe siècle. Les frères Siemens ont découvert la mine de cuivre de Gadabey, au même moment où Branobel est entré dans l’industrie pétrolière à Bakou.  
La centrale électrique de Bibiheybat a été créée en 1901 avec la contribution de Siemens. Siemens a établi un bureau de représentation à Bakou en 1998. 
Le commerce allemand a également joué un rôle important dans l'industrie azerbaïdjanaise à travers l'histoire. 
Branobel est la première société étrangère à investir dans l'industrie pétrolière de Bakou. Jusqu'au début du XIXe siècle, elle était la société leader en Azerbaïdjan. 
Un accord a été signé au palais de Gulustan à Bakou le 20 septembre 1994. À la suite, l'accord a été appelé "le contrat du siècle". 